# Сальва, Виктор
Виктор Рональд Сальва (англ. Victor Ronald Salva, род. 29 марта 1958) — американский кинорежиссёр. Наиболее известен как режиссёр серии фильмов ужасов «Джиперс Криперс».
Его дальнейшая карьера в кино была под вопросом, после того как в 1988 году Сальва был осужден по обвинению в сексуальном насилии над 12-летним актером, который снимался в его фильме «Дом клоунов». Также у него были обнаружены видеокассеты и журналы, содержащие детскую порнографию.

## Биография
Родился в Мартинесе, пригороде Сан-Франциско. В детстве любил фильмы ужасов и «Челюсти». Ещё будучи школьником, снял 22 коротких фильма и показывал их в школьной столовой. Конфликтовал с отчимом. Когда Виктору было 18 лет, родители узнали, что он гомосексуал, и выгнали его из дома.
В 1986 году снял «Something in the Basement», чем привлёк внимание Фрэнсиса Форда Копполы. Коппола помог профинансировать следующий фильм Сальвы, «Дом клоунов».
Во время съёмок «Дома клоунов» был обвинён в совращении 12-летнего актёра Нэйтана Уинтерса. Был арестован, получил трёхлетний тюремный срок, затем условно-досрочно освобождён после отбытия 15 месяцев в тюрьме. Судимость серьёзно ударила по его карьере; после освобождения несколько лет не мог найти режиссёрскую работу.
Популярность к Виктору пришла после фильма «Джиперс Криперс». После успеха первого фильма он снял продолжение.

## Фильмография
- 1989 — Дом клоунов / Clownhouse
- 1995 — Пудра / Powder
- 1995 — Природа зверя /The Nature of the Beast
- 2001 — Джиперс Криперс / Jeepers Creepers
- 2003 — Джиперс Криперс 2 / Jeepers Creepers II
- 2006 — Мирный воин / Peaceful Warrior
- 2011 — Бульвар страха Rosewood Lane
- 2014 — Дом призраков / Haunted
- 2017 — Джиперс Криперс 3 / Jeepers Creepers 3